# جين شاي
جين شاي (بالإنجليزية: Gene Shay)‏ (4 مارس 1935 - 17 أبريل 2020 م) هو مقدم برامج إذاعية أمريكي.

## وصلات خارجية
- الموقع الرسمي